# Red Medicine
| Đánh giá chuyên môn | Đánh giá chuyên môn |
| Nguồn đánh giá      | Nguồn đánh giá      |
| Nguồn               | Đánh giá            |
| ------------------- | ------------------- |
| Allmusic            | [ 1 ]               |
| Rolling Stone       | [ 2 ]               |

Red Medicine là album phòng thu thứ tư của ban nhạc post-hardcore người Mỹ Fugazi, được phát hành ngày 12 tháng 6 năm 1995 qua Dischord Records.

## Sáng tác và thu âm
Ở Red Medicine, Fugazi bắt đầu thử sức với những thế loại âm nhạc mới lạ hơn với họ, như noise punk, psychedelia ("By You") và dub ("Version").
Ban nhạc bắt đầu sáng tác Red Medicine năm 1994, sau thời gian khi lưu diễn quảng bá In on the Kill Taker. Tiến trình sáng tác cho album gồm nhiều tháng jam và thu âm tại Guilford House, Guilford, Connecticut.
Quá trình thu chỉ kéo dài hai tháng vào tháng 1 và tháng 2, năm 1995 tại Inner Ear Studios ở Arlington, VA. Họ làm việc với kỹ thuật viên Don Zientara, và không tiếp tục hợp tác với nhà sản xuất Ted Niceley nữa. Fugazi quyết định từ bỏ kiểu sản xuất in-your-face của In on the Kill Taker, thay vào đó cố tạo nên một âm thanh "ambient" hơn. Để đạt được điều đó, họ tự mình sản xuất album, và nhờ vậy, tự tin hơn với sự thử nghiệm trong phòng thu.
Tiến trình sáng tác và thu âm được quay lại và trở thành một phần của phim Instrument.

## Phát hành và tiếng
Album xuất hiện trên bảng xếp hạng Billboard 200 và bán được hơn 160.000 bản trong tuần đầu phát hành.
Nó cũng được các nhà phê bình khen ngợi, Steve Huey của AllMusic cho album 4 sao rưỡi và viết rằng, "Với nhiều thứ thú vị và hấp dẫn hơn diễn ra, sự sắp xếp có vẻ lỏng lẻo hơn hẳn Kill Taker, nhưng vẫn lưu giữ được sự thông minh và châm biếm." Pitchfork xếp Red Medicine ở vị trí 42 trên danh sách Top 100 Albums of the 90s.

## Tour
Fugazi tổ chức một tour diễn toàn cầu để quảng bá album, biểu diễn tổng cộng 172 ngày từ tháng 3 năm 1995 tới tháng 11 năm 1996.

## Danh sách ca khúc
Tất cả ca khúc sáng tác bởi Guy Picciotto, Ian MacKaye, Joe Lally, và Brendan Canty. (hát chính trong ngoặc đơn.)
1. "Do You Like Me" – 3:16 (Picciotto)
2. "Bed for the Scraping" – 2:50 (MacKaye)
3. "Latest Disgrace" – 3:34 (Picciotto)
4. "Birthday Pony" – 3:08 (MacKaye)
5. "Forensic Scene" – 3:05 (Picciotto)
6. "Combination Lock" – 3:06
7. "Fell, Destroyed" – 3:46 (Picciotto)
8. "By You" – 5:11 (Lally)
9. "Version" – 3:20
10. "Target" – 3:32 (Picciotto)
11. "Back to Base" – 1:45 (MacKaye)
12. "Downed City" – 2:53 (Picciotto)
13. "Long Distance Runner" – 4:17 (MacKaye)

## Thành phần tham gia
- Ian MacKaye – guitar, soạn nhạc, hát
- Guy Picciotto – guitar, soạn nhạc, hát
- Joe Lally – bass, soạn nhạc
- Brendan Canty – drums, soạn nhạc

### Thành phần khác
- Jem Cohen – bìa đĩa, nhiếp ảnh
- Fugazi – bìa đĩa, phối khí, nhiếp ảnh, nghệ sĩ chính
- Joey P. – nhiếp ảnh
- Don Zientara – kỹ thuật viên

## Bảng xếp hạng

### Album
| Năm  | Bảng xếp hạng     | Vị trí |
| ---- | ----------------- | ------ |
| 1995 | The Billboard 200 | 126    |